# Fenusini
Fenusini – plemię błonkówek z podrzędu rośliniarek i rodziny pilarzowatych i podrodziny Heterarthrinae.
Są to małe i zwykle czarno ubarwione rośliniarki. Charakterystyczne jest ich użyłkowanie przednich skrzydeł. Żyłka medialna jest wyraźnie rozbieżna względem żyłki 1m-cu oraz łączy się żyłką Sc+R w miejscu jej połączenia z żyłką Rs+M lub w pobliżu tego miejsca. Występuje częściowy zanik żyłek 2A i 3A, wskutek czego komórka analna ma formę szypułkowatą. Pozostały trzonek żyłki 2A+3A może być prosty lub zakrzywiony i może się łączyć z żyłką 1A.
Larwy są ednofagicznymi foliofagami, minującymi liście. Są one grzbietobrzusznie spłaszczone z prognatyczną głową i różną liczbą płytek na spodzie ciała. Ich odnóża tułowiowe są zredukowane i niekiedy pozbawione pazurków. Częściowemu lub całkowitemu zanikowi ulegają też posuwki na odwłoku.
Niektóre gatunki należą do szkodników o dużym znaczeniu gospodarczym, jak np.: Fenusa dohrni, Fenusa pusilla i Fenusa ulmi.
Należące tu rodzaje to m.in.:
- Afusa Malaise, 1964[4]
- Anafenusa Benson, 1959[5]
- Bidigitus Smith, 1967[4]
- Birmella Malaise, 1964
- Brasinusa Malaise 1964[1]
- Fenella Westwood, 1840
- Fenusa Leach, 1817
- Fenusella Enslin, 1914
- Hinatara Benson, 1936
- Messa Leach, 1817
- Metallus Forbes, 1885
- Nefusa Ross, 1951
- Notofenusa Benson, 1959[1]
- Okutanius Smith, 1981[4]
- Parna Benson, 1936
- Profenusa Mac Gillivray, 1914
- Scolioneura Konow, 1890
- Setabara Ross, 1951
- Sinofenusa Wei, 1997[6]
- Zhengina Wei, 1997[6]